# 里奇堡 (南卡罗来纳州)
里奇堡（英文：Richburg），是美国南卡罗来纳州下属的一座城市。城市类型是“Town”。其面积大约为0.88平方英里（2.27平方公里）。根据2010年美国人口普查，该市有人口275人，人口密度约为每平方 英里313.93人（约合每平方公里121.21人）。